# Mads Koudal
Mads Koudal (født 22. januar 1977 i Aarhus) er en dansk skuespiller, manuskriptforfatter og filminstruktør.
Mads Koudal blev uddannet skuespiller fra The Arts Educational School i London i 1998.
Koudal har været vidt omkring og medvirket i film og tv-serier i Danmark, Indonesien, Canada, USA, England, Wales, Skotland, Bermuda, Spanien, Island, Norge og Sverige. Han har desuden boet i London, Andorra og Los Angeles.
Han har spillet en bred vifte af roller, herunder Jonas i den Robert-nominerede Upstairs, dusørjægeren The Sherpa i den canadiske western Six Reasons Why, the Viking i The Reverend og Ratger i den indonesiske actionfilm Merantau instrueret af Gareth Evans, som blandt andet har stået bag The Raid-filmene. Koudal har også gjort sig bemærket som et komisk talent i diverse sketchshows, blandt andet i 
Det slører stadig (DR2), Zapper (TV2) og FunnyHaHa TV (TV2 Zulu).
I 2020 spiller Koudal rollen som Leif i HBOs nye serie Gangs Of London.
I 2010 blev Koudal selvstændig. Sideløbende med skuespillet har han arbejdet som filminstruktør, manuskriptforfatter og redigeringstekniker.
I 2006 co-instruerede Koudal en kortfilm til Videomarathon efter oplægget “Lav en film om Integration på 24 timer!”. Filmen vandt Politikens publikumspris for bedste kortfilm.
Koudal har sammen med Dennis Bahnson skrevet og instrueret comedy konceptet Half Past Original. Serien er en hyldest til 80'ernes actionfilm.
I 2016 var Koudal nomineret som årets musikvideoinstruktør på CPH PIX.
Senest har Koudal skrevet og instrueret kortfilmen Between a Rock and a Hard Place med Ghita Nørby og Charlotte Fich i hovedrollerne. I 2020 blev filmen nomineret som bedst Live Action Film i den internationale kortfilmskonkurrence ved Krakow Film Festival . I 2019 vandt den the Special Jury Award (International Competition) ved Asiana International Short Film Festival i Seoul, Sydkorea. Desuden blev den udtaget til konkurrence på Odense Film Festival i august 2019, hvor den blev nomineret som Bedste Danske Kortfilm (en Oscar-kvalificering). Den blev desuden shortlistet til Robert prisen 2020 for bedste kortfilm.
Koudal arbejder desuden som hospitalsklovn, og blev færdiguddannet i 2017.
Desuden har han en stor passion for kampsport. Mads Koudal dyrker Jiu Jitsu og har i en årrække også dyrket Karate og Wing Tsun.

## Udvalgt filmografi (som skuespiller)

### Film
- Ambulancen (2005)
- Brutal Incasso (2005)
- Footsteps (2006)
- Næste skridt (2006)
- No Right Turn (2006)
- Bubbles (2006)
- Champagnepigen (2006)
- Rovdrift (2006)
- Det perfekte kup (2008)
- Krokodillerne (2009)
- Merantau (2009)
- Tonny (2010)
- Oleg - kortfilm (2011)
- Upstairs (2011)
- The Reverend (2011)
- Blodbrødre (2013)
- Kolbøttefabrikken (2013)
- Confessions of a Mime (2014)
- Pure as Ash (2015)
- Gennembrud (2015)
- Finale (2017)
- Gælden (2017)
- Dark Angel (2018)
- Flare (2020)
- Hold the Line (2020)

### Tv-serier
- Gangs of London (2020)
- Stationen (2016)
- Half Past Original (2014)
- The Stunt Comedy Show (2013)
- FunnyHaHa TV (2013)
- Det Slører Stadig (2013)
- A-Klassen (2012)

## Udvalgt filmografi (som instruktør og/eller manuskriptforfatter)
- Flare (2020) (Co-manus)
- Between a Rock and a Hard Place (2019) (Instruktion og manus)
- Dark Angel (2018) (Co-manus)
- Half Past Original (2014) (Co-instruktion og co-manus)

## Priser og nomineringer
- 2020 - Nomineret for bedste live action film i kortfilms-konkurrencen ved 60. Krakow Film Festival for Between a Rock and a Hard Place.
- 2019 - Special Jury Award (International Competition) ved Asiana International Short Film Festival for Between a Rock and a Hard Place.
- 2019 - Nomineret for bedste danske kortfilm ved Odense Film Festival for Between a Rock and a Hard Place.
- 2016 - Nomineret til publikumsprisen som bedste musikvideoinstruktør ved CPH PIX for ConnectieCuts: Hundr Gangr.